# Jon Petersson
Jon fot Petersson también Jon Peterson Kvåle (apodado la Pierna,  1095-1155) fue un vikingo del clan familiar Aurlandsætta y lendmann de Sogn og Fjordane, Noruega. Su apodo deriva de una herida que recibió en una pierna y curó mal, por lo que cojeaba. 
Fue el comandante de las 15 naves que formaban la flota del jarl Ragnvald Kali Kolsson de las Orcadas en su peregrinación a Tierra Santa. Murió borracho frente a las murallas de Estambul. Estaba casado con Ingigerd Kilsdatter (n. 1102) hija de Kol Kalisson y por lo tanto hermana de Ragnvald Kali Kolsson.

## Genealogía
Jon era hijo de Peter Serkersson de Kvåle, nieto de Serk Brynjulfson y binieto de Brynjulf Helgesson (c. 1020 - 1066) que fue lendman bajo el reinado de Harald Hardrada y patriarca del clan más poderoso en Sogn de aquel momento. Su estirpe se remonta a la figura de Björn buna Grímsson y todos sus ancestros en Hallingdal, Provincia de Buskerud.